# Mesterséges szív

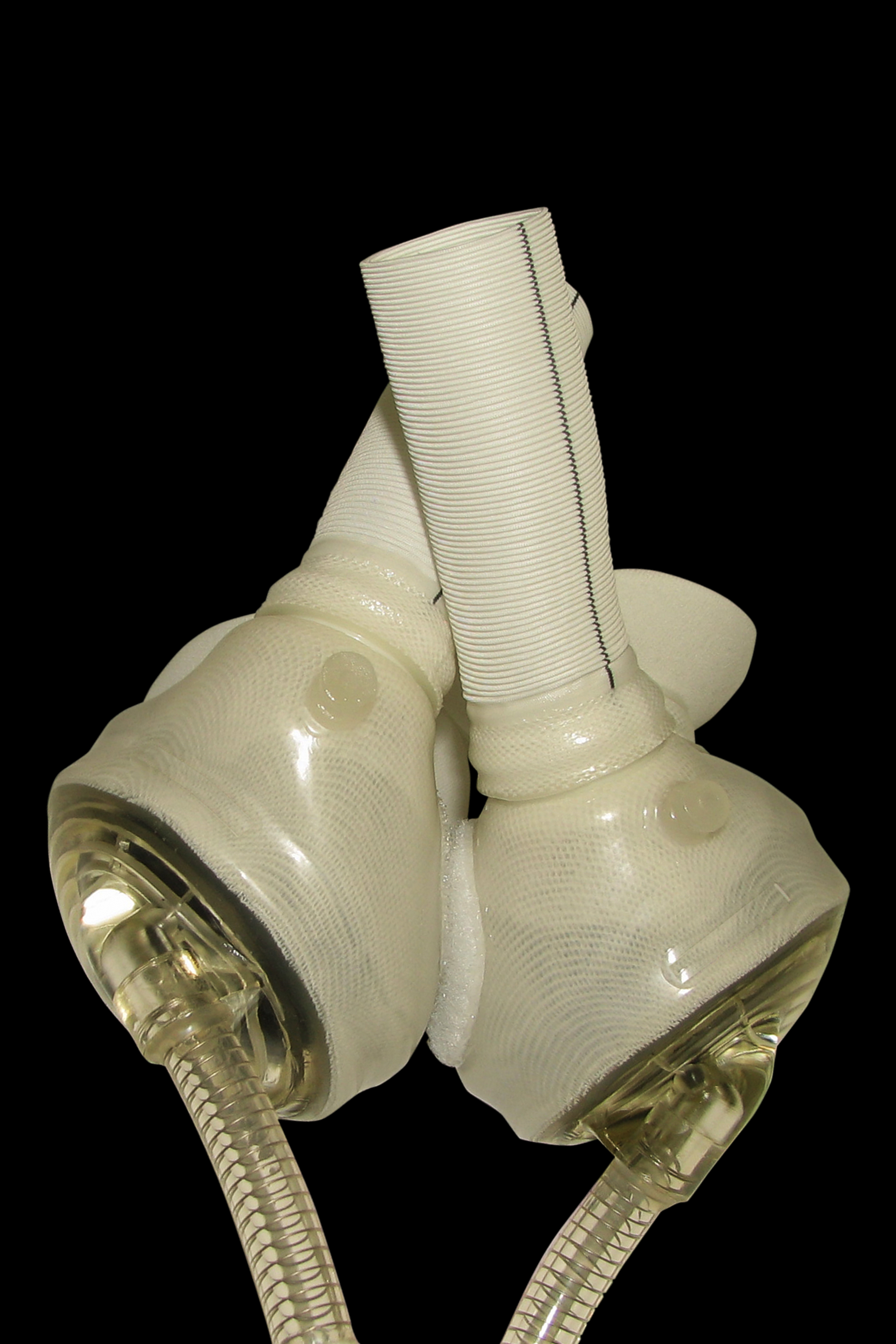
A SynCardia CardioWest ideiglenes teljes mesterséges szíve (angolul: Total Artificial Heart)

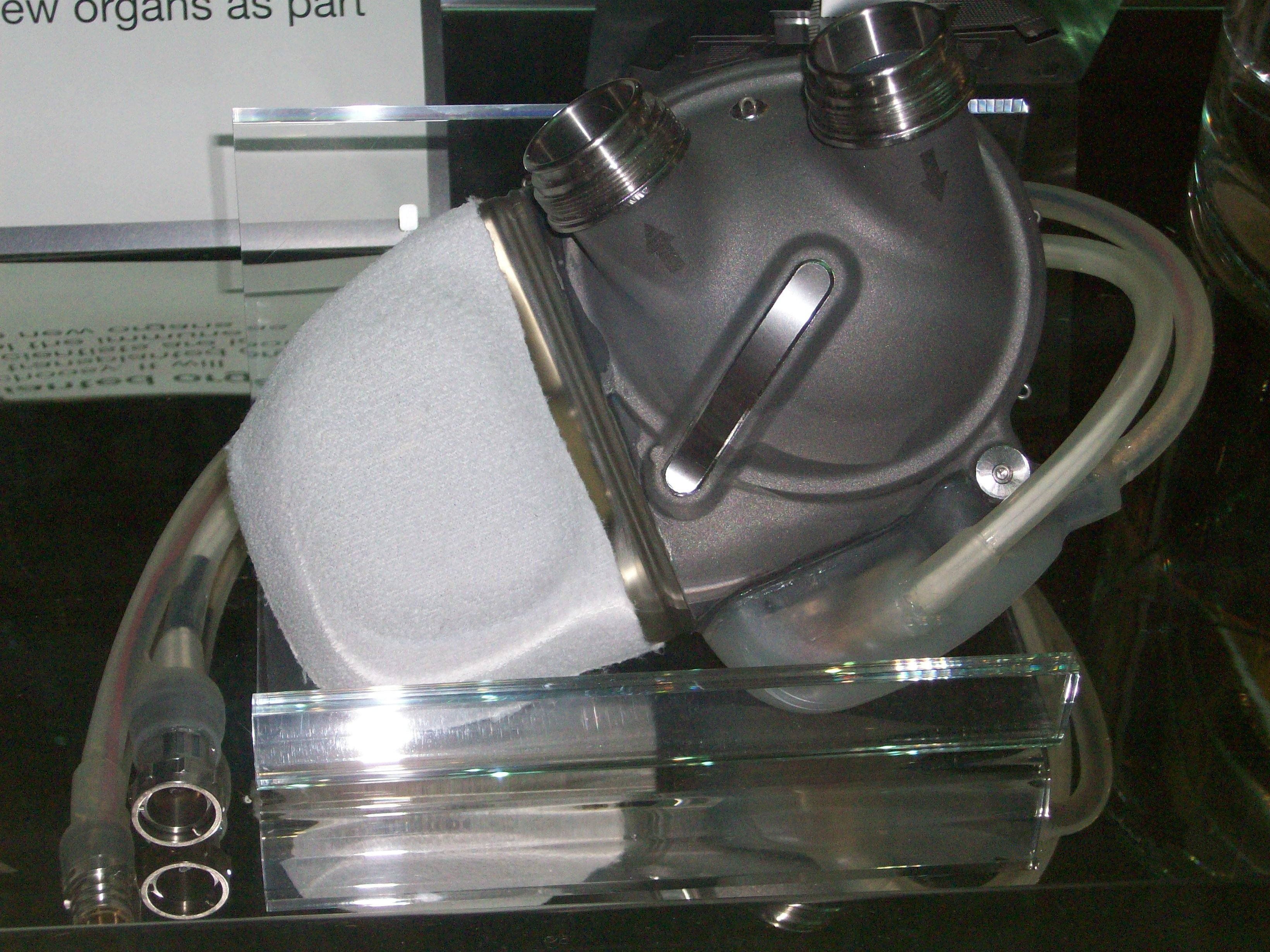
A London Science Museumban vagyis (londoni tudományos múzeumban) kiállított mesterséges szív

A mesterséges szív gondolata elsősorban onnan ered, hogy ennek alkalmazása esetén a betegnek nem kell várnia arra, hogy egy halottól származó, alkalmas (vagyis még viszonylag életképes) szív álljon rendelkezésre, mert egy mesterséges szív alkalmazása esetén maga a szív várhat raktározva, steril állapotban az igénylő betegre. Másodsorban az is, hogy ilyen szív alkalmazásakor nincs szükség immun-szuppresszióra.

## Kívánalmak
A mesterséges szívtől a következő fontosabb feltételek teljesítését várják:
- hatásos szivattyú-funkciót lásson el, vagyis elegendő legyen a vérellátás sebessége;
- karbantartás és javítás nélkül hosszú ideig működőképes legyen;
- minden anyag kifáradás okozta működési hibát és ez által okozott leállást elkerülje;
- megbízható, kis ellenállású billentyűk legyenek beleépítve;
- ne károsítsa a vérnek sem az alakelemeit, sem a plazma fehérjéit;
- megfelelő energiaforrással rendelkezzék, teljesítmény minimum: kb.10 watt .

## Leírás és eddigi eredmények
Az eddig készített mesterséges szíveket merev kagylóba helyezett puha szilasztikus (angolból Silicon plastic, vagyis szilikon műanyag) gumiból, vagy poliuretánból készült kamrákból állították össze.
A szív működtetésére az energiaforrás általában elektromos (villany elem) az erőátvitel a merev kagyló és a puha kamra közötti térbe belenyomott és kiszívott levegővel vagy más gázzal történhet.
Figyelembe kell venni a szív hatalmas energiahasználatát, ami évente 50 millió dobogást (összehúzódást és kitágulást) végezhet, ami számítás szerint nagyjából 5 millió mkp (méterkilopond) munkát jelent.
Minthogy egy ilyen szerkezet hatásfoka nem több 10%-nál, ezért egy év alatt a mesterséges szívnek kb. 50 millió mkp az energia igénye.
A mesterséges szív kidolgozásában világviszonylatban nagy sikereket aratott De Bakey, aki külső energiaforrással borjúkat mesterséges szív segítségével heteken át sikeresen  tartott életben.[forrás?]

### Állandónak számított szív–implantátum egy fiatal beteg számára
A római Gyermek–Jézus Gyermekkórház (Ospedale Pediatrico Bambino Gesù) jelenti, hogy állandóra szánt szívet ültettek be egy tízórás műtéttel 2010. szeptember 8-án egy 15 éves fiú mellébe, akinek súlyos állapota nem engedte meg, hogy szervátadásra alkalmas szívre várjon. A készülék, ami egy öt centiméter hosszú hidraulikus módon működtetett szivattyú, az organikus szívtest bal pitvarába van beleépítve, ahol a leszálló aortához csatlakozik. A szív erőforrása egy övmagasságban hordozott villamos elem. A nagy lépés ebben a műtétben az, hogy egy ilyen mesterséges szívet, amit minden további beavatkozás nélkül az ifjú egész életére szánnak, ilyen fiatal betegnek még eddig soha sem adtak.
A cikk eredeti közleménye olvasható angolul is a kórház Internet lapján

## Fordítás
- Ez a szócikk részben vagy egészben  az   Ospedale Pediatrico Bambino Gesù című olasz Wikipédia-szócikk fordításán alapul.  Az eredeti cikk szerkesztőit annak laptörténete sorolja fel. Ez a jelzés csupán a megfogalmazás eredetét és a szerzői jogokat jelzi, nem szolgál a cikkben szereplő információk forrásmegjelöléseként.